# Чжун Юйчэнь
Чжун Юйчэнь (кит. трад. 鍾宇晨, англ. Zhong Yuchen; род. 1 июня 1998 года в Цзямусы, Китай) — китайский шорт-трекист. Чемпион мира и серебряный призёр чемпионата мира. Выступает за команду провинции Хэйлунцзян.

## Биография
Чжун Юйчэнь родился в обычной семье, и ни один из его родителей не имеет никакого отношения к профессиональному спорту. В деревне, где он родился не было школы, поэтому родители его отправили в Цзямусы, где он жил у учителя физкультуры и посещал школу. Учитель катался на коньках на открытом воздухе каждую зиму, и Чжун тоже увлёкся этим видом спорта.  В возрасте 11 лет, в 2009 году он занялся шорт-треком, после того, как впервые увидел его на крытом катке в Цзямусы.
Через десять лет после упорных тренировок он вошёл в национальную сборную в 2019 году. И уже в марте участвовал на зимней Универсиаде в Красноярске, заняв там 9-е место в забеге на 1500 м. В сезоне 2019/20 Чжун дебютировал на Кубке мира и в январе 2020 года на чемпионате четырёх континентов в Монреале, где занял 5-е место в мужской эстафете. 28 декабря 2020 года Чжун Юйчэнь завоевал бронзовую медаль в беге на 1500 м на Национальном чемпионате Китая.
В ноябре 2022 года Чжун впервые выиграл смешанную эстафету на Кубке мира в Солт-Лейк-Сити и занял 3-е место в мужской эстафете, а через неделю на чемпионате четырёх континентов в Солт-Лейк-Сити выиграл золотую медаль в мужской эстафете и серебряную в смешанной эстафете. Он также занял 4-е место в забеге на 500 м. В декабре стал вторым в смешанной эстафете на этапе в Алма-Аты.
В феврале 2023 года в Дрездене выиграл мужскую эстафету и впервые выиграл серебряную медаль в беге на 500 м. В марте на чемпионате мира в Сеуле он стал чемпионом мира вместе с товарищами по команде в эстафете и выиграл серебряную медаль в смешанной эстафете. В ноябре 2023 года на чемпионате четырёх континентов в Лавале завоевал серебряную медаль в эстафете и бронзовую в смешанной эстафете.

## Награды
- 2018 год - назван Элитным спортсменом национального класса
- 2023 год - назван Элитным спортсменом международного класса